# 小行星40328
小行星40328（40328 Dow）是一颗绕太阳运转的小行星，为主小行星带小行星。该小行星于1999年6月发现。
該小行星以發現者的母親瑪喬麗·道·希利（Marjorie Dow Healy）命名。

## 轨道参数
小行星40328的轨道半长轴为2.2323569 UA，离心率为0.169。